# The Five Satins
The Five Satins est un groupe vocal masculin américain des années 1950.
Le groupe est surtout connu pour sa chanson In the Still of the Night parue en 1956. Aux États-Unis, elle a atteint la 3e place au classement rhythm and blues de Billboard et la 24e place au classement pop (le Hot 100) du même magazine.